# Stermy
Алессандро Аваллоне, также известный под ником stermy — итальянский киберспортсмен по QuakeLive. Выступал за шведскую команду Free Players Organisation.
Алессандро Аваллоне начал серьёзно играть в компьютерные игры в 12-летнем возрасте. До этого Алессандро играл за детскую футбольную команду «Сампдория», однако из-за проблем с ростом прекратил тренировки. Stermy играл в Quake 3, Painkiller, UT2004, а в 2004 году занял третье место на итальянских отборочных на World Cyber Games 2004 по Unreal Tournament 2004 и получил право участия в финале, прошедшем в Сан-Франциско.
После выхода Quake 4 Алессандро принимал участие как в международных турнирах, так и в показательных матчах.
Наилучшим индивидуальным достижением игрока в Quake Live является третье место, занятое на турнире Quakecon 2010. Среди командных достижений выделяется победа на турнире DreamHack Summer 2011 в составе команды Colwn («toxjq», «winz», «l1nkje», «stermy»).